# Baranjski glasnik
BARANJSKI GLASNIK, "politički nezavisan i vanstranački list za širenje narodnih i socijalnih ideja i negovanje poljoprivrede i industrije". Izlazio tjedno u Pečuhu na srpskom jeziku i latiničkom pismu od 1919. do 1921. Štampan u štampariji "Dunántul". U Biblioteci Matice srpske (Novi Sad) čuvaju se brojevi 8 (god. 1 : 1919), 21, 23, 39-54, 56 (god. 2 : 1920) i 57, 72, 74-87 (3 : 1921). Narodna biblioteka Srbije ima samo broj 11 (1920), a Nacionalna i sveučilišna knjižnica u Zagrebu nema ni jedan broj. (jn)